# 侧柏属
侧柏属（学名：Platycladus）是柏科的一属。

## 下属物种
本属包括以下物种：
- 侧柏 Platycladus orientalis (L.) Franco

归入本属的物种：
- Biota falcata Lindl., 1862
- Biota semperaurea